# Cristian Adomniței
Cristian Mihai Adomniței (n. 24 aprilie 1975, Suceava, România) este un inginer și om politic român, membru al Partidului Național Liberal, care a îndeplinit funcția de ministru al educației, cercetării și tineretului (din aprilie 2007 până în octombrie 2008).
Din iulie 2012 este președinte al Consiliului Județean Iași până pe 20 mai 2015.

## Studii
Cristian Mihai Adomniței s-a născut la data de 24 aprilie 1975, în municipiul Suceava. A absolvit Facultatea de Construcții și Arhitectură a Universității Tehnice "Gh. Asachi" din Iași, obținând două diplome de inginer: în construcții civile, industriale și agricole (1999) și în căi ferate, drumuri și poduri (2004). În perioada facultății, a beneficiat de o bursă TEMPUS la City University Londra (1997) și a fost membru în Biroul Senat al Universității Tehnice "Gh. Asachi" din Iași (1998-1999).
A absolvit ulterior cursuri de inspector de șantier organizate de Camera de Comerț, Industrie și Agricultură și de Ministerul Lucrărilor Publice (2003), un masterat în elemente de construcție noi la Universitatea Tehnică "Gh. Asachi" din Iași (2004) și Colegiul Național de Apărare (2005). În anul 2010 a obținut titlul de doctor în Inginerie Civilă la Universitatea Tehnică "Gh. Asachi" din Iași, avându-l ca îndrumător de doctorat pe deputatul social-democrat Anghel Stanciu, care a fost timp de 10 ani președinte  Comisiei de Învățământ din Camera Deputaților. Teza de doctorat se intitulează "Fundamentarea deciziilor de dezvoltare urbană pe baza hărților de hazard la alunecări".
Cristian Adomniței a lucrat după absolvirea primei facultăți pe postul de coordonator construcție la Iulius Grup Iași (1999-2000), apoi șef district Clădiri 1 Iași din cadrul CNCF "CFR" SA (2001-2002), șef șantier FA1 la Mivan-Kier România SA (2002-2003) și director general la SC Construct Consult SRL (2003-2004), firmă ce prestează activitate de consultanță în construcții.

## Familie
Cristian Adomniței s-a căsătorit la data de 4 octombrie 2008 la Iași cu avocata Sabina Vișinari, căsătoria fiind oficiată de primarul Iașului, social-democratul Gheorghe Nichita. Deoarece ședința de guvern din acea zi s-a prelungit mai mult decât era prevăzut și ministrul nu mai avea cum să ajungă la timp de la București la Iași, unde îl aștepta la primărie viitoarea sa soție, ministrul internelor, Cristian David, l-a luat cu elicopterul instituției. Ministrul David a avut o misiune de lucru la punctul de frontieră Albița (din județul Vaslui) și l-a luat cu el pe ministrul Adomniței. După cum s-a aflat, vizita de lucru a ministrului David nu era programată și avea ca scop aflarea stadiului implementării normelor UE la punctul de frontieră Albița. .
Cununia religioasă a lui Adomniței avut loc la 18 octombrie 2008 la Mănăstirea Sucevița, la acest eveniment care a avut loc într-un hotel de patru stele dintr-o zonă împădurită a Sucevei participând peste 300 de invitați, printre care președintele Camerei Deputaților, Bogdan Olteanu, miniștrii Cristian David și Varujan Vosganian, dar și democrat-liberalul Cristian Boureanu. De asemenea, au cântat la nuntă artiști de renume ca Loredana Groza și Sofia Vicoveanca.

## Activitate politică
Devenit membru al PNL în anul 1994, el a fost ales drept consilier județean de Iași (după alegerile locale din 2004). Începând din anul 2005, Adomniței îndeplinește funcția de președinte al Tineretului Național Liberal TNL). În urma alegerilor parlamentare din noiembrie 2004, el a fost ales ca deputat de Iași, pe listele Alianței Dreptate și Adevăr PNL-PD. În această calitate, el a fost membru în Comisia pentru învățământ, știință, tineret și sport a Camerei Deputaților (decembrie 2004 - februarie 2007), în Comisia Parlamentului României pentru Integrare Europeană (decembrie 2004 - decembrie 2006), în Comisia pentru afaceri europene a Parlamentului României (decembrie 2006 - mai 2007) și în Comisia pentru administrație publică, amenajarea teritoriului și echilibru ecologic a Camerei Deputaților (din februarie 2007). În legislatura 2004-2008, Cristian Adomniței a fost membru în grupurile parlamentare de prietenie cu Regatul Unit al Marii Britanii și Irlandei de Nord, Republica Cipru, Republica Federală Germania și Republica Arabă Siriană. În legislatura 2008-2012, Cristian Adomniței a fost membru în grupurile parlamentare de prietenie cu Regatul Unit al Marii Britanii și Irlandei de Nord, Republica Turkmenistan și Republica Lituania. În legislatura 2008-2012, Cristian Adomniței a fost membru în grupurile parlamentare de prietenie cu Regatul Unit al Marii Britanii și Irlandei de Nord, Republica Turkmenistan și Republica Lituania. 
La data de 11 martie 2008, Biroul Politic al PNL l-a desemnat pe ministrul Adomniței drept candidat al PNL la Primăria municipiului Iași . La alegerile locale din 1 iunie 2008, Adomniței a obținut 9,41% din totalul voturilor valid exprimate, aflându-se pe locul III după primarul în funcție, Gheorghe Nichita și europarlamentarul Dumitru Oprea .

### Ministru al educației
Odată cu remanierea guvernamentală din 5 aprilie 2007, Cristian Adomniței a fost numit în funcția de ministru al educației, cercetării și tineretului în Guvernul Tăriceanu.
La o zi după votul său din Parlament, ministrul Adomniței susținea că orice creștere de peste 9% înseamnă un efort bugetar de un miliard de lei până la sfârșitul anului, iar pentru anul viitor nu vor mai fi bani pentru investiții.
La scurtă vreme după numire, în mai 2007, aflat într-o școală generală din Brăila, ministrul i-a întrebat pe elevii din clasa a V-a câte stele ale drapelul UE. Deși elevii au răspuns corect - 12 stele, Adomniței i-a contrazis afirmând că sunt 15 și, deși i-a fost arătată fotografia unui steag, el nu s-a lăsat convins. Ulterior, la conferința de presă ce a urmat, ministrul a dat vina pe consilierii săi . Am avut un material, îl am și acum pe birou și mi-au scris (consilierii n.n.) că sunt 15. Abia aștept să ajung la București, să am o discuție cu ei. O să-i întreb câte stele sunt pe steagul UE și, dacă spun 15, stați să vedeți!, a declarat el.
În septembrie 2008, parlamentarul Adomniței votează legea pentru majorarea cu 50% a salariilor profesorilor, deși guvernul nu aprobase majorările salariale. După câteva zile, la 7 octombrie, premierul Tăriceanu l-a revocat din funcție pentru că nu și-a îndeplinit obligația de a monitoriza dezbaterile din comisiile parlamentare, pentru a evita „derapaje“ precum adoptarea Legii prin care au fost majorate salariile profesorilor. Ministrul fusese acuzat de către prim-ministru că a votat în plenul Camerei Deputaților amendamentele PSD aduse OUG nr. 15/2008 privind creșterea cu 50% a salariilor personalului din învățământ, vot criticat de premier pentru că ar reflecta o atitudine de "superpopulism" înainte de alegeri și o măsură care nu este sustenabilă în lipsa fondurilor necesare pentru această majorare. De asemenea, premierul l-a fi acuzat pe ministrul Educației că a folosit un elicopter MIRA pentru a ajunge la timp la propria cununie.

## Controverse
Pe 3 iulie 2015 Cristian Adomniței a fost trimis în judecată de DNA pentru favorizarea făptuitorului și fals intelectual. Pe 8 februarie 2024 Curtea de Apel Galați l-a achitat definitiv pe Cristian Adomniței în acest dosar.